# Typgrad
Typgrad eller grad är en term inom typografin som används för att ange storleken på bokstäverna. Måttet anges i punkter, och är idag aningen svårdefinierat, eftersom det inte avser själva bokstävernas storlek utan höjden på trycktypen i en gammaldags blytryckpress. Därför kan till exempel en 24-punkters stil i ett visst typsnitt vara av helt annan storlek än en 24-punkters stil i ett annat typsnitt.
En måttenhet som nära hör ihop med grad är kägel, som avser avståndet mellan varje rad och mäts från baslinje till baslinje. Grad och kägel anges ofta som två tal med ett snedstreck mellan, ”10/12” betyder till exempel 10 punkters grad och 12 punkters kägel.
Det finns två system för att definiera storleken på en punkt. Traditionellt har man i större delen av Europa använt det franska Didot-systemet, med måttenheten cicero (4,512 millimeter) som bas. En cicero delas in i 12 punkter, och en cicero-punkt (eller didot-punkt) är alltså 0,376 millimeter. I Storbritannien och USA har man istället använt måttenheten pica, som fungerar på samma sätt som cicero, men är något kortare. En traditionell amerikansk pica motsvarar 4,2175 millimeter, medan en modern dator-pica motsvarar 4,233 millimeter. En pica-punkt som används i ett datorprogram motsvarar alltså 0,35275 millimeter. Idag, när desktop publishing-tekniken helt tagit över, och de datorprogram som används kommer från USA, är det i praktiken pica-punkter som används överallt för att ange grad och kägel. En del anser att pica-punkter bör kallas ”points” för att skilja dem från cicero-punkter.
Antalet punkter (förkortat p.) som används i stora delar av Europa är inte ekvivalent med de points (förkortat pt.) som används i USA. Många översättare av instruktionsböcker för datorer och skrivare besitter inte kunskap om detta, och översätter därför felaktigt "points" med "punkter", trots att måtten inte överensstämmer. Detta kan leda till problem vid systematisk maskinskrivning och blankettkonstruktion, samt vid grundinställning av ordbehandlingsprogram och skrivare. 